# 劉永 (嘉靖進士)
劉永（1498年—？），字吉甫，陝西西安府醴泉縣（今禮泉縣）人，軍籍，明朝政治人物。

## 生平
嘉靖四年（1525年）乙酉科陝西鄉試第三十七名，嘉靖十四年（1535年）乙未科会试第二百四十名，第三甲第二百二十四名進士。二十三年（1544年）官山西大同府知府。

## 家族
曾祖劉謹，曾任知縣；祖父劉廷璽；父劉逵，曾任巡檢。母王氏。慈侍下。弟東、芳、業。